# Raphael Spiegel
Raphael Simon Spiegel (ur. 19 grudnia 1992 w Rüttenen) – szwajcarski piłkarz występujący na pozycji bramkarza w West Ham United.